# Signe Lagerborg-Stenius
Signe Lagerborg-Stenius, född 4 april 1870 i Helsingfors, död där 15 juli 1968, var en finländsk arkitekt. 

## Biografi
Lagerbog-Stenius var gift med Gunnar Stenius och de hade fyra söner. Hon var kusin till Rolf Lagerborg och dotter till Robert Lagerborg. 
Lagerborg utexaminerades från Polytekniska institutet 1892 och blev samma år den första kvinnliga arkitekt som anställdes vid Överstyrelsen för allmänna byggnaderna, där hon verkade till 1905. Efter att ha ingått äktenskap med Stenius var hon verksam på dennes arkitektbyrå och bedrev även egen arkitektverksamhet. Hon var också arkitekt  hos Barnavårdsföreningen i Finland, för vilken hon ritade ett barnhem i Berghäll (1895), senare även barnträdgård och mödrahem på samma tomt, samt ett skyddshem för barnkonvalescenter i Bortre Tölö (1910). Hon planerade vidare Ljungbo sanatorium i Hangö (1910). Hon var även verksam som teckningslärare vid Hantverksskolan. Lagerborg tillhörde Svenska folkpartiet och var medlem av stadsfullmäktige i Helsingfors 1926–1930 och 1933–1944.